# Communauté de communes de Champagne berrichonne
La communauté de communes de Champagne berrichonne est une ancienne communauté de communes française, située dans le département de l'Indre, en région Centre-Val de Loire.
Le 1er janvier 2017, elle a fusionné avec la communauté de communes du canton de Vatan pour formée la communauté de communes Champagne Boischauts.

## Histoire
- 31 décembre 2004 : création de la communauté de communes.
- 16 mai 2005 : modification des statuts par arrêté préfectoral no 2005-05-0146.
- 31 décembre 2016 : disparition de la CDC.

## Territoire communautaire

### Géographie
La communauté de communes se trouvait dans l'est du département et disposait d'une superficie de 452,08 km2.
Elle s'étendait sur : 8 communes du canton de La Châtre, 4 communes du canton de Levroux, 3 communes du canton d'Ardentes et 1 commune du canton d'Issoudun.

### Composition
Les communes de la CDC étaient : Ambrault, Bommiers, Brives, La Champenoise, Chouday, Condé, Lizeray, Meunet-Planches, Neuvy-Pailloux (siège), Pruniers, Saint-Aoustrille, Saint-Aubin, Saint-Valentin, Sainte-Fauste, Thizay et Vouillon.

### Démographie
| 2004  | 2006  | 2012  | 2014  | 2016  |
| ----- | ----- | ----- | ----- | ----- |
| 4 977 | 5 510 | 5 876 | 5 798 | 5 891 |

## Administration

### Siège
La communauté de communes comptait 31 conseillers communautaires.
| Ambrault         | 3 délégués                                                             |
| Bommiers         | 2 délégués                                                             |
| Brives           | 2 délégué                                                              |
| La Champenoise   | 2 délégué                                                              |
| Chouday          | 1 délégué                                                              |
| Condé            | 2 délégué                                                              |
| Lizeray          | 1 délégué                                                              |
| Meunet-Planches  | 1 délégué                                                              |
| Neuvy-Pailloux   | Guy Nugier, Marie-Christine Leroy, Jacky Aubouet et Véronique Ripoteau |
| Pruniers         | 3 délégué                                                              |
| Saint-Aoustrille | 1 délégué                                                              |
| Saint-Aubin      | 1 délégué                                                              |
| Saint-Valentin   | 2 délégué                                                              |
| Sainte-Fauste    | 2 délégué                                                              |
| Thizay           | 2 délégué                                                              |
| Vouillon         | 2 délégué                                                              |

### Élus
| noms              | fonctions       | commissions |
| ----------------- | --------------- | ----------- |
| Pierre Rousseau   | président       | X           |
| Serge Bouquin     | vice-présidents | ?           |
| Yves Prévot       | vice-présidents | ?           |
| Gérard Thomazeau  | vice-présidents | ?           |
| Bernard Allouis   | vice-présidents | ?           |
| Jean-Marc Brunaud | vice-présidents | ?           |

### Liste des présidents
| Période                                  | Période          | Identité        | Étiquette | Qualité                 |
| ---------------------------------------- | ---------------- | --------------- | --------- | ----------------------- |
| 31 décembre 2004                         | 31 décembre 2016 | Pierre Rousseau | ?         | Maire de Saint-Valentin |
| Les données manquantes sont à compléter. |                  |                 |           |                         |

### Compétences
Les compétences de la communauté de communes étaient :
- l'aménagement de l'espace ;
- le développement et l'aménagement économique ;
- le développement et l'aménagement social et culturel ;
- l'environnement ;
- le logement et l'habitat ;
- la voirie.

### Régime fiscal et budget
La communauté de communes était un établissement public de coopération intercommunale à fiscalité propre.